# Церква Пресвятої Трійці (Залав'є)
Церква Пресвятої Трійці в Залав'ї — парафія і храм греко-католицької громади Теребовлянського деканату Тернопільсько-Зборівської архієпархії Української греко-католицької церкви в селі Залав'є Тернопільського району Тернопільської области. Пам'ятка архітектури місцевого значення.

## Історія церкви
Парафія утворена у 1899 році. За дозволом на її відкриття до майбутнього митрополита Андрея Шептицького їздили мешканці села Нестор Труш та Петро Паньків. З ініціативи товариства «Просвіта» у 1903 році збудували церкву Пресвятої Трійці.
Храм був зведений завдяки зусиллям фундаторів Петра Якиміва, Григорія Скальського, Павла Гумінецького, Павла Перхалюка та пожертвам усіх жителів села. Іконостас створили Іван Марцинів та Михайло Суржишин. Розписи виконані у 1977 та 2003 роках, перший зробив художник Микола Трач із села Іванівка. У 1903 році церкву освятив о. Савин Дурбак.
Парафія належала до УГКЦ у 1899—1946 роках, а храм — у 1903—1946 роках. З 1990 року і парафія, і храм знову повернулися в лоно УГКЦ.
15 червня 1935 року парафію відвідав єпископ Никита Будка. При парафії діють Марійська і Вівтарна дружини. На території парафії встановлено кілька пам'ятних хрестів та фігура Матері Божої. Парафія володіє будинком, літньою кухнею, гаражем та сараєм.

## Парохи
- о. Савин Дурбак (1903—1938),
- о. Ізидор Нагаєвський (1938—1941),
- о. Михайло Манишевський (1941—1946),
- о. Петро Петришин (1990),
- о. Федір Гаврилюк (1991),
- о. Ярослав Стрілка (1992—2013),
- о. Михайло Ярема (18 березня 2013—?),
- о. Василь Ничиник (з 22 вересня 2013).